# Paspalum azuayense
Paspalum azuayense es una especie botánica de gramínea subtropical, perenne de la familia de las poáceas. 

## Distribución
Es endémica de Ecuador. Está muy amenazada por destrucción de hábitat

## Descripción
Es una herbácea perenne, cespitosa. Culmos erectos de 2–7 dm de largo; internodos estriado, glabros. No posee macollos. Hojas fuertemenete venadas, glabras o piloseas, márgenes pilosos. Lígula membranosa de 1–2 mm de largo. Láminas foliosas conduplicadas, de 2–12 cm × 4–6 mm; glaucas, pilosas; márgenes foliares escabrosos, ápice atenuado. La inflorescencia es racimosa. Fruto cariopse.

## Taxonomía
Paspalum azuayense fue descrita por Ernest Reeves Sohns y publicado en Memoirs of The New York Botanical Garden 9(2): 140, f. 1. 1955.
Etimología
Paspalum: nombre genérico que deriva del griego paspalos (una especie de mijo).
azuayense: epíteto geográfico que alude a su localización en la Provincia de Azuay.
Sinonimia
- Paspalum arenicola Herter
- Paspalum plicatulum var. arenarium Arechav.	[6][4]